# Synchiropus
Synchiropus är ett släkte av fiskar. Synchiropus ingår i familjen sjökocksfiskar.

## Dottertaxa tillSynchiropus, i alfabetisk ordning[1]
- Synchiropus altivelis
- Synchiropus atrilabiatus
- Synchiropus australis
- Synchiropus bartelsi
- Synchiropus circularis
- Synchiropus claudiae
- Synchiropus corallinus
- Synchiropus delandi
- Synchiropus goodenbeani
- Synchiropus grandoculis
- Synchiropus grinnelli
- Synchiropus hawaiiensis
- Synchiropus ijimae
- Synchiropus kanmuensis
- Synchiropus kinmeiensis
- Synchiropus laddi
- Synchiropus lateralis
- Synchiropus lineolatus
- Synchiropus marmoratus
- Synchiropus minutulus
- Synchiropus monacanthus
- Synchiropus morrisoni
- Synchiropus moyeri
- Synchiropus novaecaledoniae
- Synchiropus ocellatus
- Synchiropus orientalis
- Synchiropus orstom
- Synchiropus phaeton
- Synchiropus picturatus
- Synchiropus postulus
- Synchiropus rameus
- Synchiropus randalli
- Synchiropus richeri
- Synchiropus rosulentus
- Synchiropus rubrovinctus
- Synchiropus sechellensis
- Synchiropus signipinnis
- Synchiropus splendidus
- Synchiropus springeri
- Synchiropus stellatus
- Synchiropus zamboangana